# Diaofang

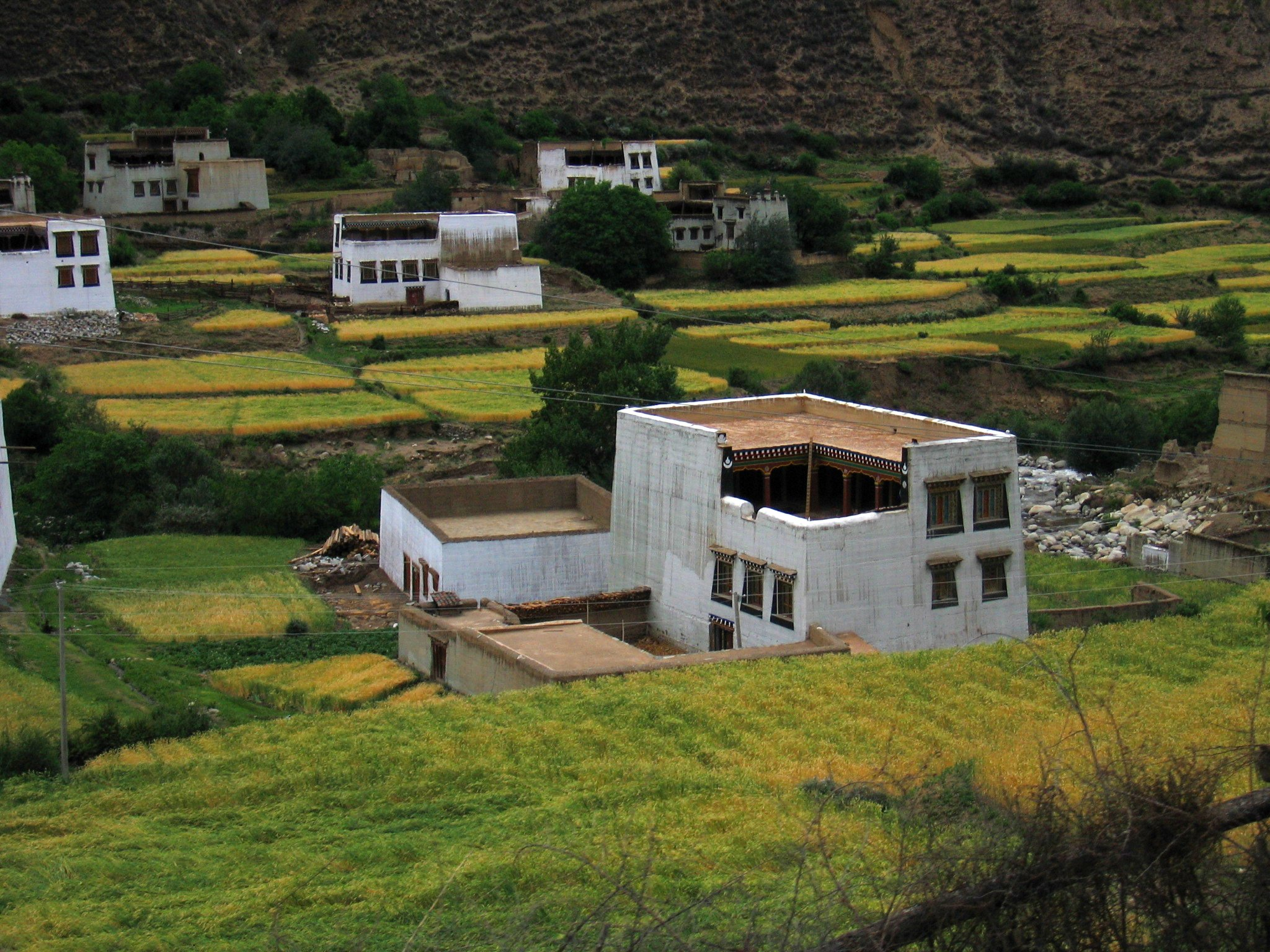
Traditionelle Häuser in Qagchêng (Xiangcheng), Provinz Sichuan

Diaofang (碉房; „Steinkammer“; engl. Stone Chamber) ist die chinesische Bezeichnung für eine bestimmte traditionelle Gebäudeform – Wehrturmhäuser mit Flachdächern – der Tibeter und Qiang in der Qinghai-Tibet-Hochebene und einem Teil der Inneren Mongolei. 
Nach der Geschichte der Späteren Han-Dynastie (Hou Hanshu) gab es diese Gebäude aus Stein und Erde schon vor dem Jahr 111. Ihre Höhe variiert von zwei bis drei Etagen. Sie sehen wie Diaolou aus. Der Ursprung ihres Namens kann bis ins Jahr 1736 der Qianlong-Ära der Qing-Dynastie zurückverfolgt werden.
Im Erdgeschoss wird häufig Vieh und Geflügel gehalten, im ersten Stock sind Schlafräume, Wohnräume, Küche und Lager. Manche haben eine dritte Etage mit Sutrenhalle und Balkon.
Die "Risimanba Pillbox" (日斯满巴碉房 Risimanba diaofang) im Kreis Zamtang (chin. Rangtang) der Provinz Sichuan steht seit 2006 auf der Liste der Denkmäler der Volksrepublik China (6-707).